# Christoph Pepe Auer

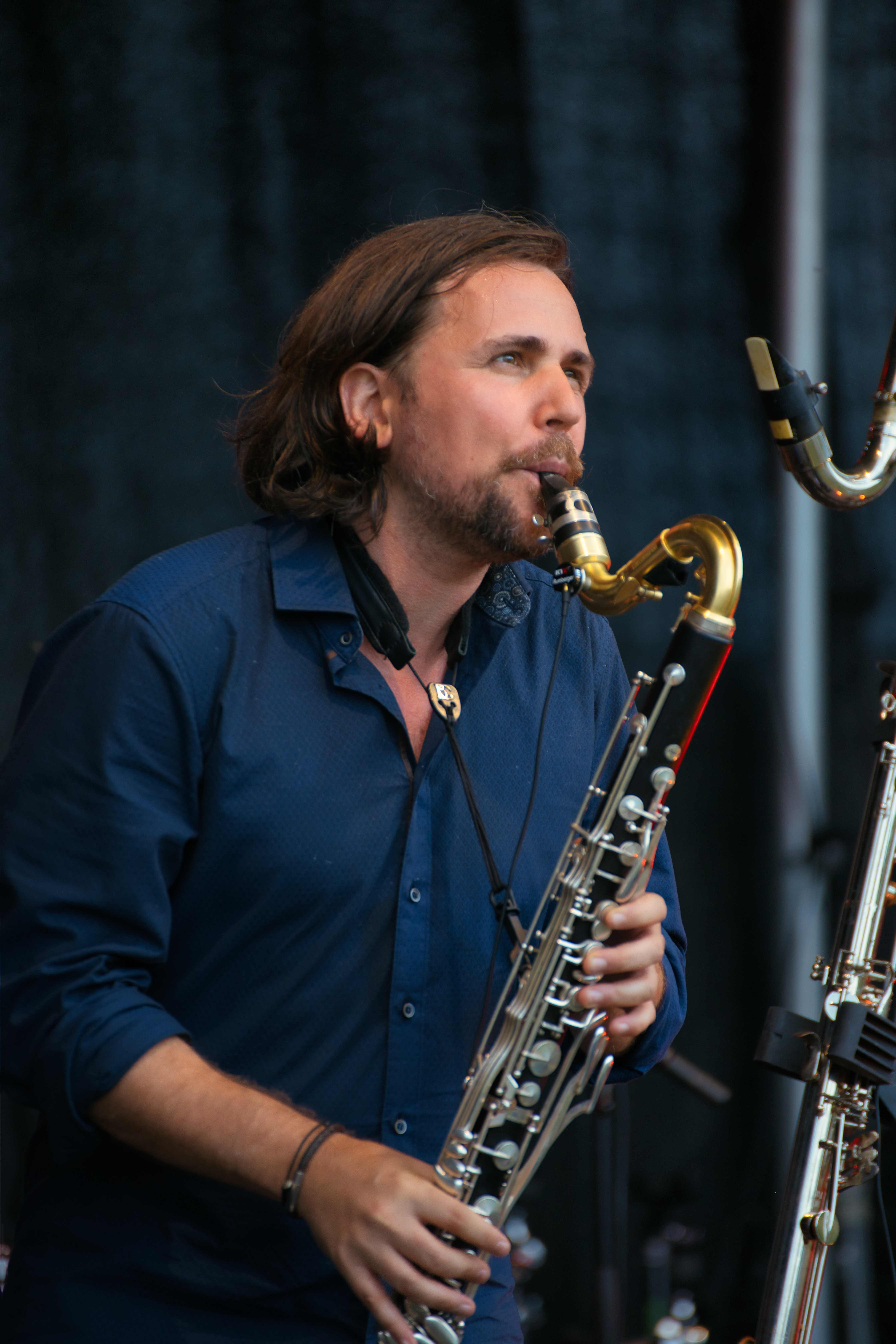
Christoph Pepe Auer auf dem INNtöne Jazzfestival (2022)

Christoph Pepe Auer (* 28. August 1981 in Hall in Tirol) ist ein österreichischer Jazzmusiker (Holzblasinstrumente).

## Biografie
Auer erhielt bereits im Alter von fünf Jahren regelmäßigen Musikunterricht. 2001 begann er an der Universität für Musik und darstellende Kunst Graz Saxophon und Jazz zu studieren. Lehrer waren Florian Bramböck, Karlheinz Miklin, Heinrich von Kalnein und Klaus Dickbauer. Mit verschiedenen Stipendien studierte er in Stockholm Komposition. Zusätzlich hatte er Stunden bei Dick Oatts, George Garzone, Donny McCaslin, Branford Marsalis, David Binney, Tony Malaby, Marcus Strickland und anderen.
Zurück in Österreich reiste Auer mit seinem österreichischen Quartett nach Peking. Zusammen mit Manu Delago gründete er Living Room, ein Duo für Hang und Bassklarinette, mit dem er über 250 Konzerte in den USA, Afrika, Australien und Europa gab. 2007 erlangte er den Magister der Künste (Mag.art.) in Graz mit ausgezeichnetem Erfolg.
Auer ist spezialisiert auf die Instrumente Altsaxophon, Sopransaxophon, Tenorsaxophon, Klarinette, Bassklarinette und Flöte. Er arbeitete u. a. mit Adam Holzman, Joseph Bowie und den Gruppen Nouvelle Cousine, Flip Philipp-Ed Partyka Dectet, Tiroler Jazzorchester, Saxofour und der Jazz Big Band Graz zusammen. Er trat bei den Klangspuren Schwaz ebenso auf wie bei Jazzkonzerten in Serbien, Slowenien, Kosovo, Polen und Deutschland. Er leitete das Christoph Pepe Auer Quartet mit Martin Reiter am Klavier, Matthias Pichler am Bass und Peter Kronreif am Schlagzeug. Im Christoph Pepe Auer Quartet spielten 2022 Clemens Sainitzer (Cello), Mike Tiefenbacher (Analogsynthesizer) und Christian Grobauer (Schlagzeug). Er erscheint auch in den Formationen Jazzit Stage Orchestra und Matthias Löscher Quartet.
2007 gründete Auer Session Work Records. Mit dieser Plattenfirma veröffentlichte er bereits 120 CDs und LPs mit über 300 Musikern. Weiterhin unterrichtet Auer seit 2015 am Mozarteum Salzburg die Fächer Big Band & Ensemble, Gehör- und Rhythmustraining, Jazz / Pop Praxis Saxophon und Melodie-Instrumente, Grundlagen zu Arrangement und Komposition. Er ist seit 2016 Dozent für Music Business am Jazzcampus in Basel.

## Preise und Auszeichnungen

Auer mit seiner Kontrabassklarinette aus Metall, Fabrikat: George Selmer.

- 2004 wurde Auer Preisträger beim Biberacher Jazzpreis.
- 2005 erhielt er den Hans-Koller-Preis in der Sparte "New York Stipendium" und das Leistungsstipendium der Universität für Musik und darstellende Kunst Graz.
- 2005 wurde er als Studentenrepräsentant der Universität für Musik und darstellende Kunst zum IASJ Annual Jazzmeeting in Polen (mit David Liebman) geschickt
- 2006 2. Leistungsstipendium der Universität für Musik und darstellende Kunst Graz
- 2007 1-jähriges Arbeitsstipendium des Bundeskanzleramts
- 2007 Kulturpreis Hörbiger
- 2007 Hans-Koller-Preis in den Sparten "Newcomer des Jahres" und "Publikumspreis". Auer ist damit, neben Viola Falb, einer von nur zwei Künstlern, die dreimal im Rahmen des Hans-Koller-Preises ausgezeichnet wurden.
- 2007 Publikumspreis der Konzertreihe „JazzZeit“ der Landeshauptstadt Saarbrücken
- 2018 Nominierung Amadeus Austrian Music Award Kategorie 'Best Sound' mit Album Christoph Pepe Auer White Noise (Session Work Records)

## Bands
- Christoph Pepe Auer White Noise mit Michael Tiefenbacher, Clemens Sainitzer und Christian Grobauer
- Christoph Pepe Auer Quartet mit Martin Reiter, Matthias Pichler, Peter Kronreif
- CPA New York Band mit Art Hirahara, Nicolas Letman-Burtinovic, Ziv Ravitz
- Christoph Pepe Auer / Manu Delago Duo

als Sideman:
- Matthias Löscher Quartet mit Matthias Pichler, Peter Kronreif
- Auer-Tiefenbacher-Kostron-Rainer / Smurfs Revenge mit Mike Tiefenbacher, Georg Kostron, Matthias Pichler, Wolfi Rainer
- The Ringtones mit Stefan Heckel, Wolfi Rainer
- Phoen mit Viola Falb, Arnold Zamarin, Florian Fennes

## Diskographische Hinweise
- Christoph Pepe Auer: White Noise (Session Work Records, mit Clemens Sainitzer, Mike Tiefenbacher, Gregor Hilbe 2019)
- Phoen: Extendend (Session Work Records 2017, mit Viola Falb, Florian Fennes, Arnold Zamarin, Magdalena Hahnkamper, Raphael Meinhart, Christian Grobauer)
- Christoph Pepe Auer: Songs I Like (Sessionwork Records 2015)
- Jazz Bigband Graz: Urban Folktales (ACT 2012)
- Christoph Pepe Auer / Manu Delago: Colouring Book (Session Work Records 2010)
- Christoph Pepe Auer / Manu Delago: Living Room (Session Work Records 2007)
- Christoph Pepe Auer: The New York Sessions (Session Work Records 2007)
- Christoph Pepe Auer Quartet: White Rain (2005)